# Wembay
Wembay est un hameau d'Erneuville au cœur de l'Ardenne belge, dans la province de Luxembourg (Belgique). Administrativement il fait partie de la commune de Tenneville située en Région wallonne dans la province de Luxembourg. Avant la fusion des communes de 1977, Wembay faisait partie de la commune d'Erneuville.

## Situation et description
Wembay est un hameau ardennais d'une quinzaine d'habitations la plupart construites en pierre de schiste. À bonne distance de la RN 4, il avoisine les localités de Tresfontaine, Cens, Tenneville et Baconfoy. Il se situe sur le versant ouest du petit ruisseau de Wembay qui, un peu plus au sud se jette dans l'Ourthe occidentale à Wyompont.
L'altitude au centre du hameau avoisine les 375 m.

## Patrimoine
- une petite chapelle construite en moellons de grès et constituée d'une seule nef se trouve au centre du hameau. La partie haute du pignon est percée d'un orifice ajouré laissant apparaître la cloche de la chapelle.